# Cornelia C. Cameron
Pour les articles homonymes, voir Cameron.
Cornelia Clermont Cameron (1911 - 5 août 1994) est une géologue américaine qui fait des recherches sur la tourbe en tant qu'additif au sol et source d'énergie.
Cornelia Cameron étudie à l'université de l'Iowa, où elle obtient un doctorat en géologie et en botanique. Son intérêt pour la géologie et ses travaux de terrain l'amènent à visiter plus de 30 pays. En 1945, elle écrit The Earth in Human Affairs, qui établit un lien entre la géologie et la société, ainsi que de nombreux autres articles sur le sujet. Au début de sa carrière à l'USGS, elle travaille dans la branche de la géologie militaire.
Surtout connue pour ses avancées concernant les dépôts glaciaires, Cornelia Cameron a pu prédire l'emplacement des dépôts de tourbe. Ces prédictions sont utiles dans la recherche de sources d'eau avant le développement de terres agricoles. En tant que spécialiste de la tourbe, elle devient membre de la Direction des ressources minérales orientales en 1969,,. Avant que Cameron ne rejoigne l'United States Geological Survey, elle est professeure de géologie au Stephens College dans le Missouri, où elle donnait des cours de sciences de la terre. Pendant son séjour au United States Geological Survey, Cameron reçoit deux prix. En 1977, elle reçoit le prix du service méritoire de l'USGS. Cette récompense est la deuxième plus haute distinction et est décernée aux employés qui apportent une contribution importante à la science ou qui ont une carrière remarquable, entre autres critères. En 1986, elle fait renaître le Distinguished Service Award de l'USGS. Cette récompense est la plus haute distinction qui puisse être reçue dans le département,.
Cornelia Cameron a plaidé pour l'inclusion de la géologie dans les cours de sciences générales destinés aux étudiants non spécialisés en sciences dans les universités. Elle a déclaré que l'apprentissage de la géologie donne aux étudiants l'occasion de réfléchir sur eux-mêmes en relation avec leur environnement physique et de développer un lien avec les éléments de la nature qu'ils rencontrent tous les jours. La géologie générale enseigne également aux étudiants des compétences telles que la pensée critique et la recherche de relations entre toutes les choses.
Cornelia Cameron crée une ébauche de programme d'études comportant plusieurs objectifs qui pourraient être divisés en unités. Dans l'article de journal intitulé The Place of Geology In General Education (1944), Cameron compare la géologie à l'aviation. Elle affirme que les étudiants qui étudient à la fois la géologie et l'aviation ont une meilleure compréhension car les concepts et les cartes associés à ces domaines d'étude sont très proches les uns des autres.
Cornelia Cameron crée des cartes d'esquisses de dépôts de tourbe, des cartes dessinées à partir d'observations de paysages sans mesures directes. Après avoir rejoint la commission géologique en 1951, Cameron s'est principalement concentrée sur les aspects militaires de la géologie. Pour l'armée, Cameron a analysé les sites stratégiques, ce qui comprenait l'analyse d'une variété de paramètres, y compris les eaux souterraines, l'aptitude à la construction de routes et l'aptitude à la construction d'aéroports.
De 1972 à 1985, elle est vice-présidente du comité américain de la Société internationale de tourbe. Pendant cette période, elle a également été consultante pour la commission du parc international de Campobello, qui allait superviser le parc international Roosevelt de Campobello.
Au cours des décennies qui ont précédé sa mort, Cameron étudie la tourbe en tant qu'additif du sol et source d'énergie. Son travail a permis d'identifier plus de 70 millions de tonnes de tourbe aux États-Unis. Elle publie des dizaines d'articles sur ce sujet et est l'autrice principal d'un texte traitant des ressources en tourbe du Maine. En plus des 66 articles que Cornelia Cameron a publié, elle a également été l'autrice principal d'un manuel de terrain de l'armée portant sur l'intelligence du terrain.

## Enfance et formation
Cameron est la fille de deux scientifiques. Sa mère, Harriet Clearman Cameron, a une maîtrise en géologie et un doctorat en botanique tandis que son père est professeur de sciences naturelles. Ce dernier meurt en 1918 alors qu'elle n'a que sept ans. Cornelia et son frère William sont élevés dans une ferme à l'extérieur d'Iowa City. Son éducation consiste en une licence en arts qu'elle obtient en 1933, ainsi qu'une maîtrise en sciences qu'elle obtient en 1935, obtenus tous les deux à l'université d'État de l'Iowa. Plus tard, elle reprend ses études et obtient son doctorat en géologie à l'université d'État de l'Iowa en 1940. Ses parents, et en particulier sa mère, ont un impact profond sur sa profession. Sa mère continue à faire du travail de terrain avec elle jusqu'à l'âge de 103 ans et accompagne souvent sa fille à l'étranger pour l'aider.

## Ses articles
L'un des articles de Cornelia Cameron, Relationship between Peat Geochemistry and Depositional Environments, Cranberry Island, Maine, porte sur un endroit appelé The Heath sur Great Cranberry Island, Maine. Elle considère The Heath comme un endroit idéal pour étudier les « relations latérales et verticales entre des types de tourbe radicalement différents à l'intérieur » d'un kilomètre carré. Cette recherche a deux objectifs : découvrir « dans quelle mesure les environnements de dépôt, les communautés botaniques productrices de tourbe et les caractéristiques chimiques de la tourbe peuvent être corrélés dans une petite tourbière ou un petit marais » et montrer comment les caractéristiques de la tourbe peuvent différer sur de courtes distances. L'équipe de Cornelia Cameron étudie différentes tourbes et différents climats dans tous les États-Unis. Elle et son équipe de recherche prélève des échantillons de tourbe et les font analyser en laboratoire. Les tourbières que l'on trouve dans la plupart des endroits, à l'exception des plaines côtières de l'Atlantique et du Golfe, sont des tourbières bombées, ce qui signifie qu'elles s'élèvent toujours au-dessus du sol qui les entoure. Ils concluent que « la géométrie du bassin de dépôt, le niveau de la nappe phréatique, la proximité des eaux marines et l'afflux de matières inorganiques dans le marais/bog » ont tous affecté les plantes et le « contenu inorganique » de The Heath.
Cornelia Cameron écrit The geology of selected peat-forming environments in temperate and tropical latitudes, une étude pour le International Journal of Coal Geology centrée sur ses observations de terrain. Dans cette étude, elle remarque que les éléments traces dans les dépôts de tourbe sont affectés par l'environnement dans lequel ils se trouvent lorsqu'elle trouve différents niveaux de concentration et différents éléments dans différents environnements. Cameron détermine que ces éléments traces identifient le type de substratum rocheux sous la tourbe et la façon dont la tourbe est transportée de la source au marais tourbeux. Elle conclut que l'étude des dépôts de tourbe modernes aidera à l'étude des anciens gisements de charbon. Cette idée est corroborée par un article de D. V Punwani intitulé Peat as an Energy Alternative, qui affirme que par le mouvement de la croûte terrestre, la tourbe se retrouve piégée, perd l'accès à l'air, et est soumise à des pressions extrêmes, commençant le processus de charbonnage ; cet article mentionne que la tourbe est également appelée jeune charbon.

## La tourbe pour l'énergie
La tourbe est une matière organique partiellement décomposée, qui se compose principalement de matières végétales. On la trouve généralement dans les milieux humides, tels que les tourbières et les marais. Cette matière se forme en raison de la forte acidité des zones humides, qui empêche la matière organique de se décomposer complètement et lui permet de s'accumuler au fil du temps. Depuis longtemps, la tourbe est utilisée comme ressource alternative de chaleur et d'énergie, et elle peut également être mélangée au sol pour en modifier l'acidité et la rétention d'humidité, afin de favoriser la croissance de certaines plantes,.
Depuis la Seconde Guerre mondiale, il y a un intérêt croissant pour l'utilisation de la tourbe dans la production d'énergie, notamment dans de nombreux pays européens qui ont entrepris de vastes programmes de développement de la récolte et de la distribution de tourbe combustible. Cependant, cette source de combustible n'est pas utilisée commercialement dans de très nombreux pays, surtout pendant les périodes où le pétrole bon marché est disponible en grande quantité. De plus, la tourbe étant composée à 90% d'eau, il faut plus d'énergie pour évaporer l'eau afin de brûler la tourbe et d'en extraire ensuite l'énergie, ce qui la rend moins efficace que les combustibles fossiles,.
Au fil des ans, l'utilisation de la tourbe a fluctué en raison d'alternatives moins coûteuses pour la consommation d'énergie et de préoccupations environnementales. L'utilisation de la tourbe comme source d'énergie est une option moins coûteuse que les alternatives que sont le pétrole, le gaz et le charbon. Cependant, dans les années 1960, le prix du pétrole et du charbon bon marché a un effet sur l'utilisation de la tourbe dans le monde, entraînant une baisse de l'utilisation de la tourbe tandis que les autres alternatives ont commencé à augmenter.
La tourbe en tant que source d'énergie est largement utilisée en Irlande, en Angleterre, aux Pays-Bas, en Allemagne, en Suède, en Pologne, en Finlande et en URSS. En 1971, la Finlande a adopté le premier programme national de développement de la tourbe à des fins énergétiques, en se concentrant sur la protection des tourbières ainsi que sur l'expansion des tourbières existantes pour atteindre un total de 10 millions de mètres cubes de tourbières. Ce programme a ensuite été étendu à 20 millions de mètres cubes après que le prix du pétrole ait commencé à augmenter pendant et après la guerre avec le Moyen-Orient. La tourbe en tant que source d'énergie à travers le monde continue à être battue par des alternatives moins chères, ce qui a entraîné le drainage de nombreuses tourbières. Lorsqu'on draine une tourbière, la terre peut ensuite être utilisée pour faire des forêts ou à des fins agricoles.
Au Canada, la plupart des tourbières drainées ont été converties en terres agricoles. Lors de la conversion des terres de Mega Rice dans le Kalimantan central en 1966, environ un million d'hectares de tourbières ont été convertis pour la production et la culture du riz. Outre l'utilisation d'autres sources d'énergie en raison de leur coût moins élevé, la tourbe a également été considérée comme un problème environnemental en raison du CO2 libéré lors de la combustion, ce qui en fait un combustible fossile. Cependant, le ministère finlandais a déclaré dans The Role of Peat in Finnish Greenhouse Gas Balances que la tourbe devrait être considérée comme un combustible de biomasse plutôt que comme un combustible fossile. La tourbe continuera d'être un combustible fossile jusqu'à ce qu'elle soit officiellement ajoutée à la liste des sources d'énergie renouvelables.
L'utilisation de la tourbe a connu un déclin au XXe siècle, car à cette époque, l'utilisation du pétrole et du gaz pour la cuisine et le carburant dominait. Cependant, comme la demande d'électricité était très forte, des centrales électriques alimentées par la tourbe ont été développées pour répondre à cette demande. La tourbe était le plus souvent utilisée dans les centrales de 60-200 MW, mais plus récemment, elle est utilisée dans la gamme de 20-1000 kW.
Lorsque l'on considère la tourbe comme une source d'énergie, de multiples facteurs contribuent à la rendre utilisable. La tourbe présente des caractéristiques variables à différents stades de sa décomposition. Une tourbe faiblement décomposée ne peut pas brûler efficacement. La tourbe modérément ou bien décomposée se prête mieux à la combustion, et c'est ce stade de la tourbe qui est utilisé comme combustible/énergie.

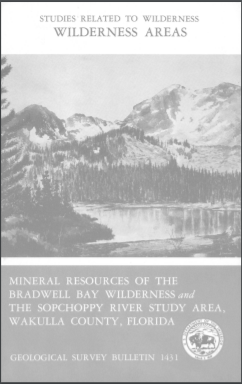
Mineral Resources of the Bradwell Bay Wilderness, publié en 2017, plusieurs décennies après sa mort.

La tourbe est également composée de matériaux inorganiques, et ces matériaux varient en qualité et en quantité. La qualité et la quantité de ces matières inorganiques contribuent à la teneur en cendres, qui est un facteur qui affecte l'utilité de la tourbe comme combustible. La tourbe est généralement mélangée à un sol minéral pour augmenter la capacité de rétention d'humidité des sables. La tourbe dont la teneur en sol minéral est importante a une teneur/valeur en cendres plus élevée. La tourbe peut être classée comme "tourbe de bonne qualité" ou "utilisable comme combustible". La tourbe dont la teneur en cendres est comprise entre 1 et 7 % est classée comme tourbe de bonne qualité, tandis que les tourbes dont la teneur en cendres atteint 14 % sont utilisables comme combustible. SiO2 et Al2O3 dans la tourbe augmentent le point de fusion des cendres et augmentent la teneur totale en cendres. CaO et Fe2O3 abaissent les points de fusion et diminuent la teneur totale en cendres. Selon la région d'où provient la tourbe, la teneur en soufre de la tourbe est généralement faible. Par conséquent, la plupart des tourbes ont une teneur en soufre similaire à celle du pétrole (pas plus de 0,3 à 0,4 % de soufre). Par conséquent, la tourbe est acceptable et comparable au pétrole comme combustible.
Dans le contexte des impacts environnementaux, les tourbières sont très habitables pour les espèces qui y vivent. Sa productivité en termes de vie peut être utilisée pour produire des fermes énergétiques, des habitats fauniques, des lacs et des étangs. En fait, les tourbières sont prolifiques à des fins agricoles.

## Publications
Les publications comprennent :
Année
- 1970 : « Peat deposits of northeastern Pennsylvania. » (« Gisements de tourbe du nord-est de la Pennsylvanie. » en anglais)
- 1970 : « Peat deposits of southeastern New York. » (« Gisements de tourbe du sud-est de l'État de New York. » en anglais)
- 1972 : « A preliminary study of peat resources in eastern Maine. » (« Une étude préliminaire des ressources en tourbe dans l'est du Maine. » en anglais)
- 1974 : « Some peat deposits in Washington and southeastern Aroostook counties, Maine. » (« Quelques dépôts de tourbe dans les comtés de Washington et du sud-est d'Aroostook, Maine. » en anglais)
- 1975 : « Some peat deposits in Washington and southeastern Aroostook Counties, Maine. » (« Quelques dépôts de tourbe dans les comtés de Washington et du sud-est d'Aroostook, Maine. » en anglais)
- 1976 : « Mineral resources of the Bradwell Bay Wilderness and the Sopchoppy River Study Area, Wakulla County, Florida, with sections on phosphate and sand. » (« Ressources minérales de la région sauvage de Bradwell Bay et de la zone d'étude de la rivière Sopchoppy, comté de Wakulla, Floride, avec des sections sur le phosphate et le sable. » en anglais)
- 1977 : « Some Peat Bogs in Washington County, Maine: Their Formation and Trace-Element Content. » (« Quelques tourbières du comté de Washington, Maine : Their Formation and Trace-Element Content. » en anglais)
- 1978 : « Mineral resources of the Cranberry Wilderness Study Area, Pocahontas and Webster counties, West Virginia. » (« Ressources minérales de la zone d'étude de Cranberry Wilderness, comtés de Pocahontas et Webster, Virginie occidentale. » en anglais)
- 1978 : « Some peat deposits in northern Hancock County, Maine. » (« Quelques dépôts de tourbe dans le nord du comté de Hancock, dans le Maine. » en anglais)
- 1979 : « Mineral resources evaluation of the Round Lake Wilderness Study Area, Price and Vilas counties, Wisconsin. » (« Évaluation des ressources minérales de la zone d'étude de Round Lake Wilderness, comtés de Price et de Vilas, Wisconsin. » en anglais)
- 1979 : « Some peat deposits in Penobscot County, Maine. » (« Quelques dépôts de tourbe dans le comté de Penobscot, Maine. » en anglais)
- 1979 : « Mineral resources of the Wambaw Swamp Wilderness Study Area, Charleston County, South Carolina. » (« Ressources minérales de la Wambaw Swamp Wilderness Study Area, comté de Charleston, Caroline du Sud. » en anglais)
- 1980 : « Mineral resources of the Dolly Sods Wilderness area, Grant, Randolph, and Tucker counties, West Virginia, with sections on peat resources and oil and gas potential. » (« Ressources minérales de la zone de nature sauvage de Dolly Sods, comtés de Grant, Randolph et Tucker, Virginie occidentale, avec des sections sur les ressources en tourbe et le potentiel pétrolier et gazier.. » en anglais)
- 1980 : « Some peat deposits in northern Penobscot, eastern Piscataquis, and eastern Aroostook counties, Maine. » (« Certains gisements de tourbe dans les comtés de Penobscot Nord, Piscataquis Est et Aroostook Est, Maine.. » en anglais)
- 1980 : « Peat resources of the Great Heath, Washington County, Maine. » (« Ressources en tourbe de la Grande lande, comté de Washington, Maine. » en anglais)
- 1980 : « First Union Corporation, a bank holding company : a tradition of leadership. » (« First Union Corporation, une société de portefeuille bancaire : une tradition de leadership. » en anglais)
- 1981 : « Mineral resources of the Cranberry Wilderness study area, Webster and Pocahontas counties, West Virginia, with sections on peat resources, oil and gas potential, and geochemical survey. » (« Mineral resources of the Cranberry Wilderness study area, Webster and Pocahontas counties, West Virginia, with sections on peat resources, oil and gas potential, and geochemical survey. » en anglais)
- 1981 : « Sketch maps showing areal extent, thickness, and amount of commercial-quality peat in deposits in and near Piscataquis and Somerset counties and northeastern Aroostook County, Maine. » (« Cartes de croquis montrant l'étendue, l'épaisseur et la quantité de tourbe de qualité commerciale dans les gisements des comtés de Piscataquis et Somerset et du nord-est du comté d'Aroostook, dans le Maine, ainsi que dans les environs.. » en anglais)
- 1981 : « Surficial geology and peat resources map of the Houston area, Susitna Valley, Alaska. » (« Carte de la géologie des formations superficielles et des ressources en tourbe de la région de Houston, vallée de Susitna, Alaska.. » en anglais)
- 1981 : « Surficial geology and peat resources map of the Rogers Creek area, Susitna Valley, Alaska. » (« Carte de la géologie des formations superficielles et des ressources en tourbe de la région de Rogers Creek, Susitna Valley, Alaska.. » en anglais)
- 1981 : « Mineral-resource evaluation of the Round Lake Wilderness Study Area, Price and Vilas counties, Wisconsin. » (« Évaluation des ressources minérales de la zone d'étude de Round Lake Wilderness, comtés de Price et de Vilas, Wisconsin.. » en anglais)
- 1981' : « Mineral resources of the Rainbow Lake Wilderness Area and Flynn Lake Wilderness Study Area, Bayfield County, Wisconsin. » (« Ressources minérales de la zone de nature sauvage de Rainbow Lake et de la zone d'étude de la nature sauvage de Flynn Lake, comté de Bayfield, Wisconsin.. » en anglais)
- 1982 : « Sketch maps showing areal extent, thickness and amount of commercial-quality peat in deposits of southern and western Maine. » (« Cartes de croquis montrant l'étendue, l'épaisseur et la quantité de tourbe de qualité commerciale dans les dépôts du sud et de l'ouest du Maine.. » en anglais)
- 1982 : « Maine Peat-Resource Evaluation Program: 1980 field season. Open File No. 82-8. » (« Programme d'évaluation des ressources en tourbe du Maine : 1980 field season. Dossier public n° 82-8. » en anglais)
- 1982 : « Sketch maps, sections and laboratory analyses of peat resources in deposits in and near Piscataquis and Somerset counties and northeastern Aroostook County, Maine. » (« Cartes à croquis, sections et analyses de laboratoire des ressources en tourbe dans les gisements des comtés de Piscataquis et Somerset et du nord-est du comté d'Aroostook, Maine, et de leurs environs.. » en anglais)
- 1983 : « Mineral resource potential map of the Hell Hole Bay, Wambaw Swamp, Little Wambaw Swamp, and Wambaw Creek Wildernesses, Berkeley and Charleston counties, South Carolina. » (« Carte du potentiel en ressources minérales des régions sauvages de Hell Hole Bay, Wambaw Swamp, Little Wambaw Swamp et Wambaw Creek, comtés de Berkeley et Charleston, Caroline du Sud. » en anglais)
- 1983 : « Variations in mineral matter content of a peat deposit in Maine resting on glacio-marine sediments.. » (« Variations sur la teneur en matières minérales d'un dépôt de tourbes du Maine reposant sur des sédiments glacio-matin.. » en anglais)
- 1983 : « Sketch maps, sections and laboratory analyses of peat resources in deposits of southern and western Maine. » (« Cartes à croquis, sections et analyses de laboratoire des ressources en tourbe dans les dépôts du sud et de l'ouest du Maine. » en anglais)
- 1983 : « Surficial geology map of the Great Heath, Washington County, Maine. » (« Carte de géologie superficielle de la Grande lande, comté de Washington, Maine. » en anglais)
- 1983 : « Peat resources of southern and western Maine. [USA]. » (« Ressources en tourbe du sud et de l'ouest du Maine. [USA]. » en anglais)
- 1984 : « Peat resources of Maine; Volume 3, Piscataquis and Somerset Counties. » (« Peat resources of Maine ; Volume 3, Piscataquis and Somerset Counties (en anglais seulement). » en anglais)
- 1984 : « Peat resources of Maine. Volume 1. Aroostook County'. » (« Ressources en tourbe du Maine. Volume 1. Aroostook County".. » en anglais)
- 1984 : « Sketch maps, sections and laboratory analyses of peat resources in deposits of eastern Maine. » (« Croquis de cartes, sections et analyses de laboratoire des ressources en tourbe dans les dépôts de l'est du Maine. » en anglais)
- 1984 : « Peat resources of Maine. Volume 4. Southern and western Maine. » (« Peat resources of Maine. Volume 4. Southern and western Maine. » en anglais)
- 1984 : « Peat resources of Maine; Volume 2, Penobscot County. » (« Ressources en tourbe du Maine ; Volume 2, comté de Penobscot. » en anglais)
- 1984 : « An expert system for mineral resources assessment in the Sherbrooke-Lewiston 1 degree x 2 degrees quadrangles, Maine, New Hampshire and Vermont. » (« Un système expert pour l'évaluation des ressources minérales dans les quadrangles de Sherbrooke-Lewiston 1 degré x 2 degrés, Maine, New Hampshire et Vermont. » en anglais)
- 1984 : « Geologic map of the Big Gum Swamp and Natural Area Roadless Areas, Osceola National Forest, Columbia and Baker counties, Florida. » (« Carte géologique des zones sans route de Big Gum Swamp et Natural Area, Osceola National Forest, comtés de Columbia et Baker, Floride. » en anglais)
- 1984 : « Peat resources of Maine; Volume 5, Washington County. » (« Ressources en tourbe du Maine ; Volume 5, comté de Washington. » en anglais)
- 1984 : « Geologic map of the Hell Hole Bay, Wambaw Swamp, Little Wambaw Swamp, and Wambaw Creek Wildernesses, Berkeley and Charleston counties, South Carolina. » (« Carte géologique des régions sauvages de Hell Hole Bay, Wambaw Swamp, Little Wambaw Swamp et Wambaw Creek, comtés de Berkeley et Charleston, Caroline du Sud.. » en anglais)
- 1984 : « BRADWELL BAY WILDERNESS AND THE SOPCHOPPY RIVER WILDERNESS STUDY AREA, FLORIDA.. » (« LA ZONE SAUVAGE DE BRADWELL BAY ET LA ZONE D'ÉTUDE DE LA ZONE SAUVAGE DE LA RIVIÈRE SOPCHOPPY, FLORIDE.. » en anglais)
- 1984 : « Peat resources and preliminary evaluation of uranium resources in Holocene organic deposits as of 1984, Lewiston and Sherbrooke 1 degree x 2 degree sheets, northern New England. » (« Ressources en tourbe et évaluation préliminaire des ressources en uranium dans les dépôts organiques holocènes à partir de 1984, feuilles de Lewiston et de Sherbrooke de 1 degré x 2 degrés, nord de la Nouvelle-Angleterre. » en anglais)
- 1986 : « Mineral resource assessment map of the Big Gum Swamp Roadless Area, Columbia and Baker counties, Florida. » (« Carte d'évaluation des ressources minérales de la zone sans route de Big Gum Swamp, comtés de Columbia et de Baker, Floride.. » en anglais)
- 1986 : « Geology and mineral-resource potential of Seven Roadless Areas in the Apalachicola National Forest, Liberty County, Florida. » (« Géologie et potentiel en ressources minérales de sept zones sans route dans la Apalachicola National Forest, comté de Liberty, Floride. » en anglais)
- 1986 : « Some controls on trace-element concentrations, especially uranium, in selected peat deposits in Vermont and New Hampshire. » (« Quelques contrôles sur les concentrations d'éléments traces, en particulier l'uranium, dans certains dépôts de tourbe du Vermont et du New Hampshire. » en anglais)
- 1987 : « Geology and mineral resources potential of the Billies Bay, Alexander Springs, Little Lake George, and Juniper Prairie Wildernesses, and the Baptist Lake Roadless area, Lake, Marion, and Putnam counties, Florida. » (« Géologie et potentiel des ressources minérales des régions sauvages de Billies Bay, d'Alexander Springs, de Little Lake George et de Juniper Prairie, et de la zone sans route de Baptist Lake, dans les comtés de Lake, Marion et Putnam, en Floride.. » en anglais)
- 1987 : « Geology and mineral resources potential of the Impassable Bay Roadless Area, Columbia County, Florida. » (« Géologie et potentiel des ressources minérales de la zone sans route d'Impassable Bay, comté de Columbia, Floride.. » en anglais)
- 1987 : « Relationship between peat geochemistry and depositional environments, Cranberry Island, Maine. » (« Relation entre la géochimie de la tourbe et les environnements de dépôt, Cranberry Island, Maine. » en anglais)
- 1988 : « Preliminary report of the trace element geochemistry of an Indonesian peat deposit. » (« Rapport préliminaire sur la géochimie des éléments traces d'un gisement de tourbe indonésien. » en anglais)
- 1989 : « Peat and its occurrence as a resource in Maine. » (« La tourbe et sa présence en tant que ressource dans le Maine. » en anglais)
- 1989 : « Wetland and peat resource map of the Sandown 7.5-minute quadrangle, New Hampshire. » (« Carte des zones humides et des ressources en tourbe du quadrangle de 7,5 minutes de Sandown, New Hampshire. » en anglais)
- 1989 : « Wetland and peat resource map of the Pinardville 7.5-minute Quadrangle, New Hampshire. » (« Carte des zones humides et des ressources en tourbe du quadrangle de 7,5 minutes de Pinardville, New Hampshire. » en anglais)
- 1989 : « Wetland and peat resource map of the South Merrimack 7.5-minute Quadrangle, New Hampshire. » (« Carte des zones humides et des ressources en tourbe du quadrangle de 7,5 minutes de South Merrimack, New Hampshire.. » en anglais)
- 1989 : « The geology, botany and chemistry of selected peat-forming environments from temperate and tropical latitudes. » (« La géologie, la botanique et la chimie de certains environnements tourbeux des latitudes tempérées et tropicales.. » en anglais)
- 1990 : « Wetland and peat resource map of part of the Townsend 7.5-minute quadrangle, New Hampshire. » (« Carte des zones humides et des ressources en tourbe d'une partie du quadrangle Townsend de 7,5 minutes, New Hampshire.. » en anglais)
- 1990 : « The geology of selected peat-forming environments in temperate and tropical latitudes. » (« La géologie d'environnements tourbeux sélectionnés dans les latitudes tempérées et tropicales. » en anglais)
- 1992 : « Classifying and mapping wetlands and peat resources using digital cartography. » (« Classification et cartographie des zones humides et des ressources en tourbe à l'aide de la cartographie numérique. » en anglais)
- 1995 : « Wetland and peat resource map of the Exeter 7.5-minute Quadrangle, New Hampshire and Massachusetts. » (« Carte des zones humides et des ressources en tourbe du quadrangle de 7,5 minutes d'Exeter, New Hampshire et Massachusetts. » en anglais)
- 1992 : « Classifying and mapping wetlands and peat resources using digital cartography. » (« Classification et cartographie des zones humides et des ressources en tourbe à l'aide de la cartographie numérique. » en anglais)
- 1995 : « Wetland and peat resource map of the Exeter 7.5-minute Quadrangle, New Hampshire and Massachusetts. » (« Carte des zones humides et des ressources en tourbe du quadrangle de 7,5 minutes d'Exeter, New Hampshire et Massachusetts.. » en anglais)
- 1995 : « The Mangrove Peat of the Tobacco Range Islands, Belize Barrier Reef, Central America. » (« La tourbe de mangrove des îles de la chaîne du tabac, récif de la barrière du Belize, Amérique centrale. » en anglais)
- 1999 : « Surficial geology of the York Beach quadrangle, Maine. » (« Géologie des matériaux superficiels du quadrangle de York Beach, Maine. » en anglais)
- 1999 : « Surficial geology of the Kittery quadrangle, Maine. » (« Géologie des formations superficielles du quadrilatère de Kittery, Maine. » en anglais)
- 2007 : « Surficial geology of the Dover East quadrangle, Maine. » (« Géologie des formations superficielles du quadrilatère Dover East, Maine. » en anglais)
- 2017 : « Mineral Resources of the Bradwell Bay Wilderness and the Spochoppy River Study Area, Wakulla Country, Florida. » (« Ressources minérales de la région sauvage de Bradwell Bay et de la zone d'étude de la rivière Spochoppy, Wakulla Country, Floride. » en anglais)